# Les Pistolets Roses
 (janvier 2024).
Si vous disposez d'ouvrages ou d'articles de référence ou si vous connaissez des sites web de qualité traitant du thème abordé ici, merci de compléter l'article en donnant les références utiles à sa vérifiabilité et en les liant à la section « Notes et références ».
Les Pistolets Roses est un groupe musical de rock francophone québécois, canadien, originaire de la ville de Québec.

## Historique
Le groupe a été formé par Éric Fortier et son cousin Francis Bédard, ancien chanteur de Penelope. Les cousins s’entourent de deux amis de longue date et musiciens aguerris, Guillaume Doiron, guitariste et Perry Angelillo, batteur, pour enregistrer en juin 2003 leur premier album intitulé « Ma Génération » qui sortira en magasin le 9 septembre 2003. Six extraits seront tirés de cet album et six clips sont tournés pour appuyer les extraits. Le clip « Le forçat » fait son entrée sur les ondes de MusiquePlus à l’automne 2003. Guillaume Doiron est remplacé par Sylvain Ouimet à la guitare à l’hiver 2004, puis Miguel Chouinard se joindra au groupe à l’été 2004 pour remplacer Perry Angelillo à la batterie. Le groupe recevra à l’automne 2004 une nomination au gala de l’ADISQ dans la catégorie « album alternatif de l’année ». Lors d’une tournée de spectacles, la formation se produit entre autres au Vans Wraped Tour à Québec à le 12 août 2004 pour ensuite monter sur la scène de La zone Labatt Bleue aux FrancoFolies de Montréal (Francos de Montréal) le 3 août 2005.
À l’été 2005, le groupe entre en studio pour enregistrer de leur 2e album intitulé « Sans Foi ni Loi ». Celui-ci sort en magasin le 27 septembre 2005. Cinq extraits seront tirés de cet album. Trois clips sont tournés pour les chansons « Peur de rien », « Grossière indécence » et « Ma truie », reprise de la chanson de Tex Lecor. Le clip pour la chanson « Grossière indécence » se retrouve en 1re position du Top 5 francophone de la station MusiquePlus pendant plusieurs semaines. La formation reçoit une nomination au Gala de l’alternative musicale indépendante du Québec (GAMIQ) pour le meilleur album rock alternatif de l’année. Une série de spectacles suivra aux quatre coins du Québec. Lors de cette série de spectacles, le groupe assure la première partie d’artistes comme Alice Cooper, Shinedown, Sum41 et Finger Eleven. Le groupe se produit sur les Plaines d’Abraham à deux reprises lors de la Fête Nationale du Québec. Une première fois le 23 juin 2005, et une deuxième fois devant une foule de quelque 200 000 personnes le 23 juin 2007.
À l’hiver 2008, les Pistolets Roses entrent en studio pour enregistrer leur troisième album éponyme. L’album est enregistré au studio Wild de Saint-Zénon, par Pierre Rémillard. L’album sort en magasin le 5 juin 2008. L’extrait « Avant de mourir » est lancé et un clip est tourné pour cette chanson. Le clip joue sur les ondes de MusiquePlus et compte à ce jour plus de 222 000 vues sur YouTube. À l’été 2009, Les Pistolets Roses reçoivent le prix Champlain de la musique 2009 pour la meilleure stratégie web.
Le 5 octobre 2015, le groupe lance l’extrait « Comme avant », composé par Miguel Chouinard et Éric Fortier. Cette chanson est réalisée par Nick Gagnon, chanteur du groupe Kamakazi. Cette collaboration donne l’idée au groupe d’offrir à Nick la réalisation de leur prochain album. 15, qui contient dix chansons originales écrites par Éric Fortier et Nick Gagnon, offre aussi une reprise du groupe Zébulon, R'viens pas trop tard. L’album est lancé le 24 novembre 2017.
Le 23 juin 2023, Les Pistolets Roses lance l’extrait « On a fait le tour », qui joue sur plusieurs stations de radio francophones. Le clip pour la chanson est aussi lancé sur les différentes plateformes numériques. Le groupe lance ensuite l’extrait « Mentir » le 18 août 2023. Le cinquième album de la formation québécoise sortira le 29 septembre 2023. Plusieurs musiciens de renom contribuent à l’album, comme le batteur Maxime Lalanne, le bassiste Jean-François Langevin et le guitariste Guillaume Doiron, fidèle collaborateur du groupe. L’album est mixé par l'ingénieur en mixage et mastering, Luc Tellier.

## Membres

### Membres actuels
- Francis Bédard - Voix, guitare basse (depuis 2003)
- Éric Fortier - Guitare, voix (depuis 2003)
- Sylvain Ouimet - Guitare (depuis 2004)
- Miguel Chouinard - Batterie (depuis 2004)

### Anciens membres
- Guillaume Doiron - Guitare (2003)
- Perry Angelillo - Batterie (2003)

## Discographie

### Ma génération
2003 Ma génération (réalisation : Francis Bédard et Les Pistolets Roses. *Stéphane Dussault)
- 1. Ma génération (Francis Bédard, Éric Fortier) 2:49
- 2. Le forçat (Francis Bédard, Éric Fortier) 2:53
- 3. J'sais pu où chu rendu (Francis Bédard, Éric Fortier, Steve Savard) 3:03
- 4. Une super chanson (Francis Bédard, Éric Fortier, Steve Savard) 3:29
- 5. Y é jamais trop tard (Francis Bédard, Éric Fortier) 3:13
- 6. Personne (Francis Bédard) 3:25
- 7. Dimanche d'automne (Daniel DeShaime) 2:09
- 8. Pépito (version française) 2:13
- 9. Détraqué (Francis Bédard, Éric Fortier) 3:22
- 10. Une autre journée (Francis Bédard, Éric Fortier) 2:16
- 11. Magané (Jeannot Allarie, Francis Bédard, Éric Fortier) 3:47
- Bonus audio
- 12. Liberté (Francis Bédard, Éric Fortier) 3:53
- 13. Magané* (version inédite) 3:25
- 14. Pépito (version originale) 15:09

### Sans Foi ni Loi
2005 Sans Foi ni Loi (réalisation : Les Pistolets Roses et David Gendron)
- 1. Que tombent les rois (Francis Bédard, Steve Savard) 3:31
- 2. Grossière indécence (Francis Bédard, Valérie Couture, Sylvain Ouimet) 2:56
- 3. Peur de rien (Éric Fortier, Sylvain Ouimet) 3:03
- 4. Je suis fou (Francis Bédard, Éric Fortier) 3:16
- 5. Antony (Francis Bédard, Éric Fortier) 4:03
- 6. Le printemps frappe (Mario Bilodeau, Francis Bédard) 2:49
- 7. Le roi des fumiers (Francis Bédard, Steve Savard) 2:28
- 8. Société (Jeannot Allarie, Francis Bédard) 3:32
- 9. Seul maître à bord (Francis Bédard) 3:02
- 10. Le bonheur (Sylvain Ouimet, Éric Fortier, Francis Bédard) 3:30
- 11. Ma truie (Tex Lecor)
- 12. Le jour et la nuit (Francis Bédard, Julie Berthold, Éric Roberge) 8:20

### Les Pistolets Roses
2008 Les Pistolets Roses (réalisation : Pierre Rémillard)
- 1. On joue à la guerre (Francis Bédard, Éric Fortier, Steve Savard) 3:10
- 2. Un monde de fou (Francis Bédard) 3:23
- 3. Les jolies poupées (Francis Bédard, Éric Fortier) 2:58
- 4. Tu étais la plus belle (Francis Bédard, Éric Fortier, Steve Savard) 3:22
- 5. Fucké raide (Francis Bédard) 3:21
- 6. Y'a rien à faire (Sylvain Ouimet, Éric Fortier, Steve Savard) 3:07
- 7. Peux-tu me dire (Éric Fortier) 3:26
- 8. Laisse-toi aller (Francis Bédard, Éric Fortier) 3:18
- 9. Avant de mourir (Éric Fortier) 3:12
- 10. Le fantôme des cowboys déchus (Francis Bédard, Éric Fortier) 3:26
- 11. Ostie d'folle (Francis Bédard, Éric Fortier, Steve Savard, Benoît Boudreault aka D-Natural) 2:11

### 15
2017  15 (réalisation : Nick Gagnon)
- 1. Malade mental (Nick Gagnon, Éric Fortier) 3:09
- 2. Faire le bien (Éric Fortier) 3:27
- 3. Tourne et tourne encore (Éric Fortier) 2:55
- 4. Chaque seconde (Éric Fortier) 3:13
- 5. La p'tite pis le bazou (Nick Gagnon, Éric Fortier) 2:48
- 6. Laisse moi aller (Éric Fortier, Steve Savard) 3:30
- 7. Déjà vu (Nick Gagnon, Éric Fortier) 2:50
- 8. Narcissique (Nick Gagnon, Éric Fortier) 3:18
- 9. R'viens pas trop tard (Marc Déry) 3:12
- 10. Juste pour te voir (Éric Fortier) 3:39
- 11. Comme avant (Miguel Chouinard, Éric Fortier) 3:03

### Un monde perdu
2023  Un monde perdu (réalisation : Éric Fortier)
- 1. Un monde perdu (Éric Fortier) 4:18
- 2. Mentir (Éric Fortier) 3:07
- 3. Les deux accords (Francis Bédard, Éric Fortier, Steve Savard) 3:18
- 4. On a fait le tour (Francis Bédard, Éric Fortier) 2:57
- 5. Le diable est débarqué dans ma cour (Éric Fortier) 4:18
- 6. Si le ciel me veut (Éric Fortier, Steve Savard) 3:09
- 7. C’est dur à dire (Éric Fortier) 3:25
- 8. Je n’ai plus de mot (Éric Fortier, Steve Savard) 3:44
- 9. On se reverra (Éric Fortier, Romain Bédard, Francis Bédard) 3:11
- 10. Je vois plus ça comme avant (Éric Fortier, Jakob Fortier) 4:16
- 11. L’histoire de ma vie (Éric Fortier) 3:44

## Vidéographie
- [vidéo] Le forçat sur YouTube
- [vidéo] Personne  sur YouTube
- [vidéo] Pepito  sur YouTube
- [vidéo] Une super chanson sur YouTube
- [vidéo] Magané sur YouTube
- [vidéo] Liberté sur YouTube
- [vidéo] Grossière indécence sur YouTube
- [vidéo] Peur de rien sur YouTube
- [vidéo] Ma truie sur YouTube
- [vidéo] Avant de mourir sur YouTube
- [vidéo] On a fait le tour sur YouTube